# Guardiões da Galáxia Vol. 2
Guardians of the Galaxy Vol. 2 (bra: Guardiões da Galáxia Vol. 2; prt: Guardiões da Galáxia 2) é um filme de ação, aventura, comédia e ficção científica estadunidense de 2017, baseado na equipe ficcional de mesmo nome da Marvel Comics, produzido pela Marvel Studios e distribuído pela Walt Disney Studios Motion Pictures, sendo a sequência de Guardiões da Galáxia, de 2014, e o décimo quinto filme do Universo Cinematográfico Marvel. Escrito e dirigido por James Gunn, é estrelado por Chris Pratt, Zoe Saldana, Dave Bautista, Vin Diesel, Bradley Cooper, Michael Rooker, Karen Gillan, Elizabeth Debicki, Pom Klementieff, Chris Sullivan, Sylvester Stallone e Kurt Russell.
A pré-estreia de Guardiões da Galáxia Vol. 2 ocorreu em Tóquio no dia 10 de abril de 2017, chegando em 27 de abril de 2017 no Brasil e em Portugal. Nos Estados Unidos, o lançamento ocorreu em 5 de maio de 2017 nos formatos convencional, 3D e IMAX 3D. Recebeu críticas geralmente favoráveis, destacando-se as performances do elenco, a trilha sonora e os efeitos visuais, apesar de alguns críticos apontarem que não seja inovador como o primeiro. Arrecadou mais de US$ 863 milhões em todo o mundo, sendo a quarta maior bilheteria nos Estados Unidos e Canadá em 2017, totalizando US$ 389,8 milhões. Mundialmente, foi o oitavo título de maior arrecadação no ano, ficando atrás de Star Wars: The Last Jedi, Beauty and the Beast, The Fate of the Furious, Despicable Me 3, Jumanji: Welcome to the Jungle, Spider-Man: Homecoming e Wolf Warrior 2. Superou seu antecessor, que fizera US$ 773 milhões pelo mundo. Guardiões da Galáxia Vol. 2 também está entre as sessenta maiores bilheteria de todos os tempos. Recebeu uma indicação na 90.ª cerimônia do Oscar na categoria de Melhores Efeitos Visuais. Atualmente, é a 80ª maior bilheteria de todos os tempos.

## Enredo
Três anos após os eventos do primeiro filme, os Guardiões da Galáxia - Peter Quill, Gamora, Drax, Rocky e Baby Groot - são contratados por Ayesha, líder da raça Soberana, para proteger valiosas baterias de um monstro inter-dimensional em troca da irmã de Gamora, Nebulosa, que foi pega tentando roubá-las. Depois que Rocky rouba algumas baterias, os Soberanos atacam a nave dos Guardiões com uma frota de drones. Esses drones são destruídos por uma figura misteriosa, mas os Guardiões são forçados a fazer um pouso de emergência em um planeta próximo. A figura revela-se como o pai de Quill, Ego, que o convida, acompanhado por Gamora e Drax, para sua casa, enquanto Rocky e Groot ficam para trás para consertar a nave e vigiar Nebulosa.
Enquanto isso, Ayesha contrata Yondu Udonta e sua tripulação, que foram exilados da comunidade dos Saqueadores por tráfico de crianças, para recapturar os Guardiões. Eles capturam Rocky, mas quando Yondu mostra relutância sobre Quill, seu tenente Taserface organiza um motim com a ajuda de Nebulosa. Taserface aprisiona Rocky e Yondu a bordo da nave de Yondu e executa suas leis, enquanto Nebulosa sai para localizar e matar Gamora, a quem ela culpa por toda a tortura infligida a ela por seu pai, o titã Thanos. Enquanto presos, Rocky e Yondu chamam por Groot, que juntamente com o fiel companheiro de Yondu, Kraglin, liberta ambos e destroem a nave e sua tripulação, escapando assim em uma nave auxiliar, mas não antes de Taserface informar a localização deles à frota Soberana.
Ego explica que ele é um dos Celestiais divinos, e que existe na forma do planeta em que eles estão. Ele assumiu uma aparência humana para viajar pelo universo e interagir com outras espécies, eventualmente conhecendo e se apaixonando pela mãe de Quill, Meredith. Depois da morte dela, Ego pagou Yondu para trazer o jovem Quill, mas Yondu nunca entregou o menino, e Ego estava procurando por seu filho desde então. Ele ensina Quill a manipular o poder Celestial dentro do planeta. Nebulosa chega ao planeta de Ego e tenta matar Gamora, mas falha e, finalmente, as duas formam uma aliança depois de descobrirem esqueletos nas cavernas do planeta. Ego revela a Quill que em suas viagens a milhares de mundos, plantou mudas capazes de transformá-las em novas extensões de si mesmo, mas elas só poderiam ser ativadas pelo poder de um segundo Celestial. Para esse fim, engravidou inúmeras mulheres e contratou Yondu para recolher essas crianças; todos elas não conseguiram acessar o poder Celestial, então Ego os matou, até encontrar Quill. Ego usa Quill para ativar as mudas, que começam a consumir todo mundo. Quill é hipnotizado para ajudar Ego, mas consegue se recuperar depois que Ego revela que deliberadamente causou a morte de Meredith.
A serva empata de Ego, Mantis, fica muito próxima de Drax e avisa-o, Gamora e Nebulosa do plano de Ego ao mesmo tempo que Rocky, Yondu, Groot e Kraglin chegam. Os Guardiões reunidos alcançam o núcleo do planeta, onde o cérebro de Ego está alojado, e combatem os drones dos Soberanos. Rocket faz uma bomba com as baterias roubadas e Groot a planta no cérebro de Ego, enquanto Quill luta contra Ego com seus novos poderes Celestiais para permitir que os outros Guardiões escapem. A bomba explode, matando Ego e fazendo com que o planeta se desintegre. Yondu sacrifica-se para salvar Quill, que se dá conta de que Yondu não o entregou a Ego para poupá-lo da morte, e que ele era o seu verdadeiro "pai". Tendo se reconciliado com Gamora, Nebulosa ainda opta por sair e tentar matar Thanos. Os Guardiões realizam um funeral para Yondu, que é assistido por dezenas de naves Saqueadoras, reconhecendo o sacrifício de Yondu e aceitando-o novamente como um Saqueador.
Em uma série de cenas no meio e no fim dos créditos, Kraglin testa os poderes da flecha voadora de Yondu; o líder dos Saqueadores, Stakar Ogord, inspirado pelo sacrifício de Yondu, se reúne com seus ex-companheiros de equipe; Ayesha cria um novo ser artificial com quem planeja destruir os Guardiões, nomeando-o Adam; Groot começa a crescer de volta ao tamanho normal, exibindo comportamento adolescente típico no processo; e um astronauta, interpretado por Stan Lee, discute várias experiências na Terra com um grupo de Vigias desinteressados.

## Elenco
- Chris Pratt como Peter Quill / Senhor das Estrelas (espécie: híbrido de Humano/Celestial)
- Zoë Saldaña como Gamora (espécie: Zen-Whoberi)
- Dave Bautista como Drax o Destruidor (espécie com nome ainda não revelado nos cinemas)
- Vin Diesel como Baby Groot (espécie: Flora colossus)
- Bradley Cooper como Rocket "Rocky" Raccoon (espécie: Guaxinim geneticamente e ciberneticamente reforçado)
- Michael Rooker como Yondu Udonta (espécie: Centauriano)
- Karen Gillan como Nebulosa (espécie: Luphomoid)
- Pom Klementieff como Mantis (espécie: seres insectóides que evoluem de um estágio larval para uma forma humanóide)
- Elizabeth Debicki como Ayesha (espécie: Soberanos)
- Chris Sullivan como Taserface (espécie: Stark)
- Sean Gunn como Kraglin (espécie: Xandariano)
- Sylvester Stallone como Stakar Ogord (espécie: híbrido de Humano/Arcturiano)
- Kurt Russell como Ego, o Planeta Vivo (espécie: Celestial)

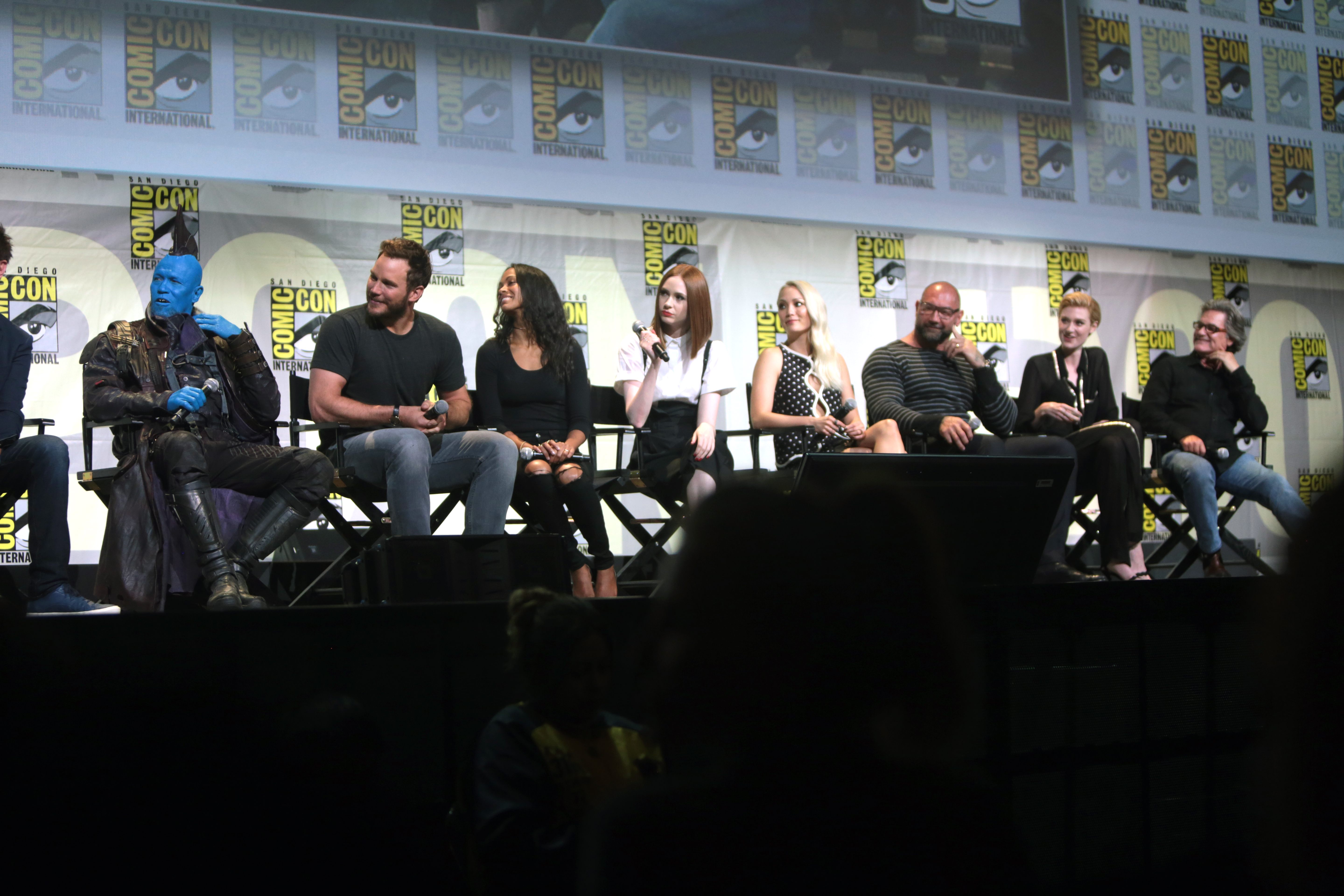
(E:D) Rooker, Pratt, Saldana, Gillan, Klementieff, Dave Batista, Debicki e Russell promovendo Guardians of the Galaxy Vol. 2 na San Diego Comic Con International 2016.

## Produção

### Desenvolvimento
Em junho de 2014, a Marvel Studios anunciou o lançamento de dez novos filmes para seu universo cinematográfico até maio de 2019, sem no entanto divulgar o nome desses dez novos filmes. Muitos sites especializado em cinema começaram a cogitar quais filmes seriam esses, e Guardiões da Galaxia 2 era dado como certo.
Em outubro de 2014, James Gunn disse à Variety que havia passado o dia do lançamento do primeiro filme dos Guardiões da Galáxia trabalhando na sequência do filme. E também afirmou que o filme traria novamente seus cinco protagonistas e também contaria com novos personagens na equipe. No mesmo mês, A Marvel realizou um evento especial para anunciar os títulos e as datas da sua Fase Três no cinema. Nesse evento Guardiões da Galaxia 2 foi anunciado para 5 de Maio de 2017.
Apesar da expectativa do público em ver os Guardiões da Galaxia num crossover com Vingadores já que os mesmo estão no mesmo universo, James Gunn, diretor de Guardiões da Galáxia e que retorna para a continuação, revelou em entrevista à MTV em novembro de 2014 que Guardiões da Galáxia 2 não terá uma ligação direta com o Avengers: Infinity War. No mesmo mês, o diretor falou em entrevista ao Yahoo! que a personagem Nebulosa terá mais destaque na continuação.
Em dezembro de 2014, Gunn falou em entrevista ao Comic Book Resources que os seus personagens continuarão em desenvolvimento na sequência e usou até James Bond como comparação: "Quero dizer, sem criticar James Bond. Eu amo os seus filmes, e Skyfall e Cassino Royale fogem um pouco disso, mas basicamente um filme de James Bond é sempre um filme de James Bond. O personagem nunca aprende nada e nunca faz nada novo. Isso não é uma crítica, é uma franquia muito divertida, mas não é o que os Guardiões são. Os Guardiões continuarão mudando. Eu acho que alguns personagens são muito piores do que eles realmente são e outros são melhores. Será interessante observar isso com o tempo...  É apenas sobre continuar a andar para frente de uma forma elegante. Quando você avança com um grupo de personagens, significa que você realmente precisa avançar. E isso significa entender os personagens de uma nova maneira, pois você está desenvolvendo uma nova história sobre a vida deles, sobre quem eles são e quem vão se tornar. Não podemos repetir o que fizemos antes. Seria um retrocesso, não entender o personagem".
Em fevereiro de 2015, Gunn afirmou que o roteiro da sequência não é baseado em nenhuma HQ, e sim uma história nova continuando a história do primeiro filme. Ele também comentou que o estúdio Marvel achou a ideia arriscada mas aprovou mesmo assim.
Em abril de 2015, Gunn afirmou que o filme seria sobre família, e focado na relação do personagem Peter Quill e seu pai.
Em junho de 2015 Em entrevista ao Digital Spy, Chris Pratt revelou que chorou ao ler pela primeira vez o roteiro de Guardiões da Galáxia 2. E ainda afirmou que a Marvel viu o rascunho de Gunn e não falou nada. Estava perfeito. Não modificaram nada da ideia. No mesmo mês, foi revelado que o nome oficial do filme seria, Guardiões da Galaxia Vol. 2.
Em setembro de 2015, James Gunn sempre muito ativo no twitter, negou a participação do Hulk em Guardiões da Galaxia Vol. 2 e que Peter Quill seria o único terráqueo no filme.
Em outubro de 2015, Dave Bautista afirma que o personagem Drax aparecerá mais na sequência que no primeiro filme. No mesmo mês, James Gunn divulgou através de seu Facebook que usará a raça alienígena Sneeper em Guardiões da Galáxia Vol. 2. Novamente no Facebook, James Gunn falou mais sobre a trama de Guardiões da Galáxia Vol. 2. O diretor confirmou que haverá um novo personagem na sequência e reafirmou que não estava preocupado com a ligação do filme com Infinity War e sim com o filme em sí, e completou dizendo que o objetivo do filme é foca nos seus personagens e não em como eles chegaram ao filme Infinity War.
Em novembro de 2015, O ator Vin Diesel falou no facebook que estava lendo o roteiro do filme e mostrou também um CD chamado Awesome Mix Vol. 2, que foi enviado por Gunn junto com o roteiro. Segundo o Comic Book Resources, o disco pode conter a trilha sonora do filme. No mesmo mês, em entrevista ao Comic Book Resources, Karen Gillan disse que Guardiões da Galáxia Vol. 2 mostrará mais do relacionamento de sua personagem Nebula com a irmã Gamora. Ainda em novembro, O Heroic Hollywood afirma ter descoberto a identidade do pai de Peter Quill em Guardiões da Galáxia Vol. 2. O pai superpoderoso do Senhor das Estrelas seria Capitão Marvel, um guerreiro alienígena da raça Kree também conhecido como Mar-vell. Com a tarefa de preparar terreno para a invasão da Terra, Mar-vell se voltou contra seus superiores. O diretor James Gunn negou as informações no seu perfil no Facebook e criticou a divulgação de spoilers sobre a trama. Alguns dias depois, Zoe Saldana divulgou uma foto de seu teste de maquiagem para Guardiões da Galáxia 2.
No dia 13 de janeiro de 2016, James Gunn divulgou em seu Instagram que finalizou o roteiro de Guardiões da Galáxia Vol. 2 na legenda da foto escreveu: "Então é isso o que acontece quando você coloca seu cérebro entre as mãos e torce até a última gota. Sendo enviado agora" No mesmo mês, O Geek.com divulgou que Guardiões da Galáxia Vol. 2 pode ter um dos vilões mais diferentes do universo da Marvel. O site afirma que várias fontes confirmaram a aparição de Ego, o Planeta Vivo como um dos vilões do longa. Depois de revelar o suposto vilão de Guardiões da Galáxia 2, o site afirma que três novos membros farão parte da equipe no novo longa. O site diz que Yondu (Michael Rooker), Nebula (Karen Gillan) e Mantis devem integrar o time, ao lado do Senhor das Estrelas (Chris Pratt), Drax (Dave Bautista), Gamora (Zoe Saldana), Rocket Raccoon (Bradley Cooper) e Groot (Vin Diesel). Através do twitter, Gunn revelou em resposta a um internauta que já teria escrito a cena pós-credito do filme.
Em fevereio de 2016, Em entrevista ao Comic Book Movie, James Gunn afirmou que as Joias do infinito não serão importantes em Guardiões da Galáxia Vol. 2: “Como eu disse antes, Thanos não está nesse filme. Acho que ele terá algumas coisas para fazer e dizer em uma certa guerra infinita", afirmou o diretor, citando os próximos longas de Os Vingadores. "Temos outro peixe para fritar em Guardiões da Galáxia Vol. 2. Não temos muito sobre as Joias do Infinito no filme. Isso é spoiler? Não é realmente nada”.

### Pré-produção
Em outubro de 2014, James Gunn revelou que o elenco principal retornaria para a sequencia.
Em novembro de 2014, Gunn revelou a volta da personagem Nebulosa, interpretada por Karen Gillan, com maior participação no filme.
Em junho de 2015, Benicio Del Toro disse não saber se voltará como O Colecionador em Guardiões da Galáxia 2, porém afirmou que continuava estudando o personagem e que deveria reaparecer em algum momento futuro no Universo Cinematográfico Marvel. No mesmo mês Chris Pratt revelou que já teria lido a primeira versão do roteiro e que teria se emocionado com ele.
Em outubro de 2015, de acordo com o jornalista Justin Kroll, repórter da Variety. James Gunn, diretor do filme, e a Marvel Studios queriam o ator Matthew McConaughey no elenco de Guardiões da Galaxia Vol. 2 mas ele não aceitou a proposta. McConaughey disse que já leu roteiro da DC e da Marvel, mas que nada se encaixou com o que ele queria. No mesmo dia, o THR disse que Gunn escalou Pom Klementieff para um papel-chave na trama. De acordo com informações do Deadline, Klementieff vai interpretar a super-heroína Mantis. Especialista em artes marciais, a personagem possui habilidades psíquicas e possui laços com a raça Kree.
Em dezembro de 2015, Segundo o The Wrap, o ator Kurt Russell seria o favorito a interpretar o pai de Peter Quill (Chris Pratt) em Guardiões da Galáxia Vol. 2. Fontes do site dizem que reuniões entre as duas partes deveriam acontecer em breve, mas por enquanto o Marvel Studios não teria feito uma proposta oficial ao ator. Alguns dias depois o ator confirmou ao Wall Street Journal que conversou com a Marvel para entrar para o elenco e revelou ter conversado com o diretor James Gunn sobre o convite
Em janeiro de 2016, em seu perfil no Facebook, James Gunn afirmou que estava considerando uma participação de David Bowie em Guardiões da Galáxia Vol. 2. O músico morreu no dia 10 de janeiro, aos 69 anos, vítima de câncer.
Em fevererio de 2016, Segundo o SlashFilm, o ator Steve Agee pode estar no elenco do filme. A informação foi divulgada pelo podcast Doug Loves Movies, quando o apresentador Doug Benson disse que Agee não estava no programa para filmar o longa. Não há informação sobre o personagem.
Kurt Russell, Chris Sullivan, Elizabeth Debicki e Pom Klementieff foram confirmados como os novos nomes do elenco.

### Filmagens
Em junho de 2015, O presidente do Marvel Studios, Kevin Feige, revelou ao Collider, que Guardiões da Galáxia Vol. 2 foi rodado entre fevereiro e março de 2016.
Em janeiro de 2016, o Heroic Hollywood afirmou que o filme seria o primeiro filme do mundo a usar a câmera especial da Red Digital Cinema Camera Company, a RED 8K Weapon Vista Vision, a câmera permite capturas até Resolução 8K e 150 frames por segundo (fps). Não foi informado se a câmera foi usada em todas as filmagens ou somente em algumas cenas específicas.
No dia 12 de fevereiro de 2016, começaram as filmagens de Guardiões da Galáxia 2. Depois das fotos divulgadas da leitura do roteiro, James Gunn publicou a imagem da sua cadeira no set anunciando os inícios da filmagens.

## Lançamento
Em julho de 2014, Kevin Feige anunciou o lançamento para 28 de julho de 2017. Três meses mais tarde, durante uma conferência da Marvel para apresentar a Fase III do Universo Cinematográfico da Marvel, Kevin Feige anuncia o lançamento para 5 de maio de 2017, ou seja dois meses mais cedo comparado à primeira data anunciada

### Marketing
No dia 9 de fevereiro de 2016, Guardiões da Galáxia 2 ganhou uma imagem de bastidores divulgada pelo diretor James Gunn. A foto brinca com a presença de um personagem ilustre no set: Rocket Raccoon.
No dia 17 de fevereiro de 2016, James Gunn divulgou a primeira imagem oficial de Guardiões da Galáxia 2. A imagem mostra o retorno do time de desajustados, incluindo o pequeno Groot.

## Recepção

### Bilheteria
Guardiões da Galáxia Vol. 2 arrecadou mais de US$ 389,8 milhões nos Estados Unidos e Canadá, e mais de US$ 473,9 milhões em outros países, totalizando US$ 863,8 milhões em todo o mundo. O filme já havia ultrapassado a receita bruta do primeiro filme (US$ 773 milhões) no fim de semana do Memorial Day, três semanas após o lançamento, com US$ 783,3 milhões em todo o mundo e se tornou o quinto filme do Universo Cinematográfico Marvel de maior bilheteria uma semana depois. O Deadline Hollywood calculou o lucro líquido do filme em US$ 157 milhões, contabilizando orçamentos de produção, marketing, participações de talentos e outros custos; as receitas de bilheteria e as receitas de mídia doméstica colocaram-no em nono lugar na lista dos "blockbusters mais valiosos" de 2017.

### Crítica
O agregador de resenhas Rotten Tomatoes relatou um índice de aprovação de 85% para o filme, com pontuação média de 7,3/10, com base em 425 resenhas; o consenso crítico do site diz: "O enredo cheio de ação de Guardiões da Galáxia Vol. 2, visuais deslumbrantes e humor irreverente somam-se a uma sequência que é quase tão divertida - se não tão emocionantemente nova - quanto seu antecessor". No Metacritic, o filme tem uma pontuação média ponderada de 67/100, com base em 47 críticos, indicando "críticas geralmente favoráveis". O público pesquisado pelo CinemaScore deu ao filme uma nota média "A" em uma escala de "A+" a "F", enquanto o PostTrak relatou que os espectadores deram ao filme uma pontuação geral positiva de 93% e uma "recomendação definitiva" de 77%.
Owen Gleiberman, da Variety, chamou o filme de "uma continuação extravagante e espirituosa, feita com o mesmo deslumbre virtuoso e amigável do primeiro filme... E apenas obrigatória o suficiente para ser uma coisa boa demais"; ele advertiu que "desta vez você pode sentir o quão duro [Gunn] está trabalhando para entretê-lo. Talvez um pouco demais". Escrevendo para a Rolling Stone, o crítico Peter Travers descreveu o filme como uma "explosão" e deu-lhe três estrelas de quatro, elogiando o filme por seu tom e diversão, trilha sonora e personagens; ele observou que "o Vol. 2 não pode igualar a surpresa do ataque furtivo de seu antecessor... [mas] a continuação, embora abuse do CGI e de astúcia de sequência, não perdeu seu amor pela loucura inspirada".

## Sequência
Em setembro de 2017, através de sua conta oficial no Facebook, James Gunn anunciou que iria roteirizar e dirigir Guardiões da Galáxia Vol. 3, cuja data de estreia estaria prevista para 2020, informação que foi confirmada pela Disney. Entretanto, em 20 de julho de 2018, a Disney o demitiu da produção devido a postagens antigas em sua conta no Twitter.